# Sant Cosme i Sant Damià d'Amorós
Sant Cosme i Sant Damià és una capella inclosa a l'Inventari del Patrimoni Arquitectònic de Catalunya.
Està situada dins del nucli urbà del poble d'Amorós (Segarra) i està adossada als murs de les seves cases al nucli. El poble d'Amorós va ser “reconquerit” i repoblat a mitjans del segle xi i l'any 1064 ja hi ha notícia documental segons la qual va pertànyer a Ramon Castellar. En aquest moment de formació i estructuració de la vila cal situar la construcció de la capella, sufragània de l'església parroquial de Sant Pere de Sant Domí. L'any 1120 el castell i la capella foren donats a la canònica de Sant Vicenç de Cardona.

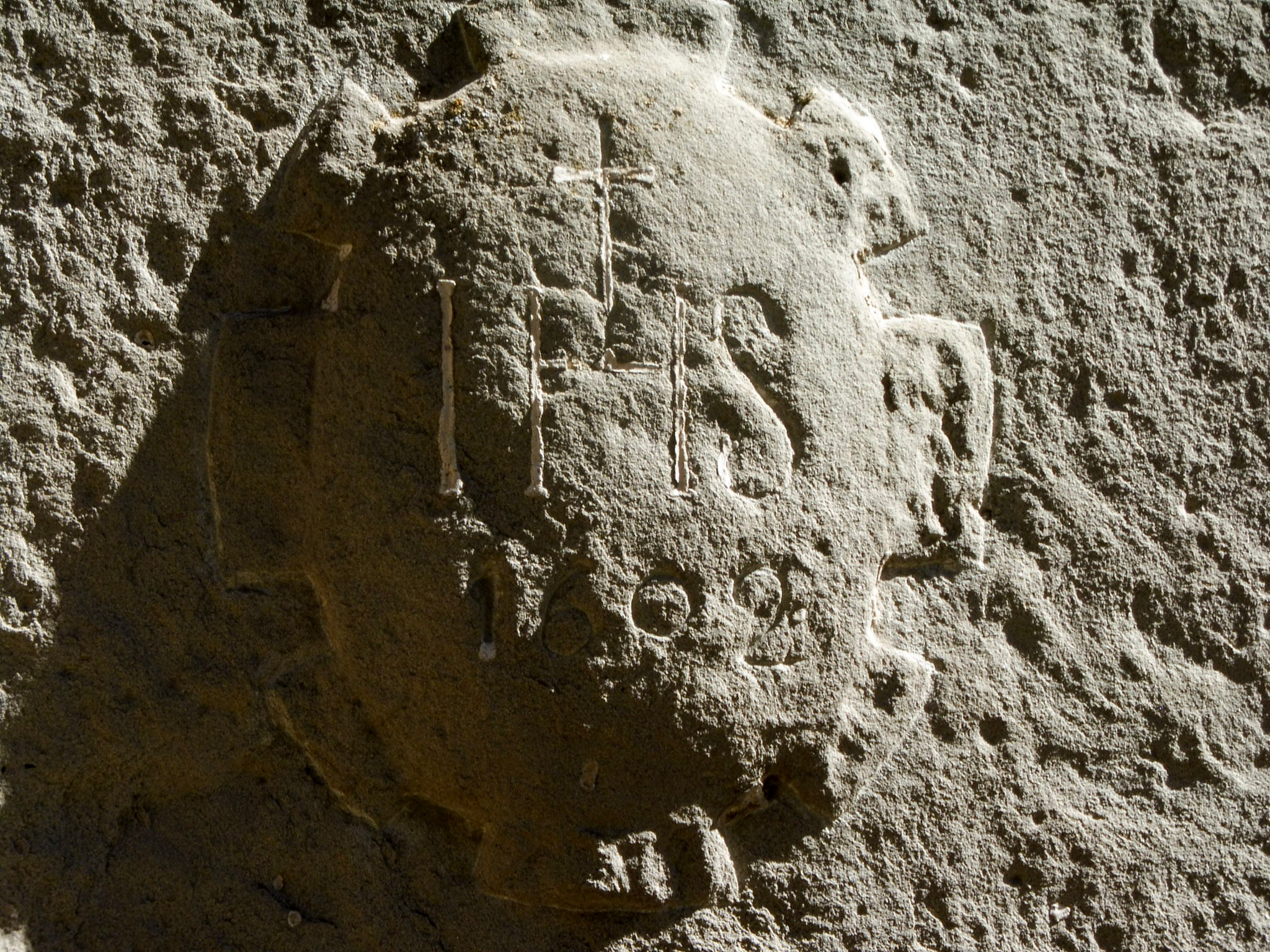
Relleu a la llinda de la porta

L'edifici actual no conserva cap element del seu passat medieval. Es tracta d'un edifici de planta rectangular, d'una sola nau i coberta a un vessant. L'interior de la capella està coberta amb volta estrellada sense cap decoració motllurada a les claus de volta. A la seva façana principal hi ha la porta d'accés, d'estructura allindada i al mig de la llinda un relleu molt erosionat amb la data incisa "1626". Un campanar d'espadanya d'un ull corona aquesta façana principal. L'obra presenta un parament obrat amb carreus de pedra del país.